# Marcodava
Marcodava là một chi bướm đêm thuộc họ Geometridae.